# 第十九世巴库拉仁波切
第十九世巴库拉仁波切（1918年5月19日—2003年11月4日），名土登却农（藏語：ཐུབ་བསྟན་མཆོག་ནོར，威利转写：thub bstan mchog nor），是印度拉达克的一位藏传佛教僧侣，为巴库拉仁波切第十九世。
十九世巴库拉是拉达克末代国王的直系后裔，他被第十三世达赖喇嘛认证为巴库拉仁波切。
1962年，他允许印度军队将自己驻锡的贝图寺的一部分改建为临时军事医院。当克什米尔的部分人要求进行公民投票以决定归属于印度或巴基斯坦时，十九世巴库拉明确表示拉达克永远不会归属于巴基斯坦，而是会留在印度之内。
巴库拉仁波切后来成为印度议会的议员，他深入参与了印度表列种姓和表列部落的福利事业中。1990年1月至2000年10月，巴库拉仁波切出任印度驻蒙古大使，任内他为恢复蒙古和俄罗斯的佛教而作出努力。他的主要作用是作为流亡印度的藏人社区与他们的纽带。1988年荣获莲花装勋章。
列城的巴库拉仁波切机场以他的名字命名。